# حد (فیلم ۱۹۵۵)
حد (به هندی: Seema) فیلمی محصول سال ۱۹۵۵ و به کارگردانی آمیا چاکراوارتی است. در این فیلم بازیگرانی همچون نوتان، بالراج ساهنی، شوبا کوته و سانتوش کومار ایفای نقش کرده‌اند.